# ベストヒット歌謡祭
『ベストヒット歌謡祭』（ベストヒットかようさい）は、2003年から毎年11月に読売テレビの主催および制作により、日本テレビ系列で生放送されている音楽特別番組。
2007年まではUSENと読売テレビが共同で主催、2010年までは賞取りレースとして放送していた。

## 概要
度々タイトルを変えており、元々のタイトルは1968年に当時深夜放送だった人気番組『11PM』（日本テレビ系列）の中で放送された「夜のレコード大賞」というコーナーから始まる。その後1970年頃から独立した番組となり、2000年までは『全日本有線放送大賞』というタイトルで親しまれていた。2001年と2002年は『ALL JAPANリクエストアワード』というタイトルで放送され、現在の名称は2003年から使われている。
年末に放送される各局の賞取りレース番組や音楽特別番組の先陣を切る形で放送されている。また、各局の年末音楽特別番組の中では唯一の在阪局制作番組であり、当番組のみ関西の会場が使用される。
2011年に発生した東日本大震災により犠牲者や被災者が多数出たこと、それに伴って音楽業界が例年と異なる動きを見せたことに配慮して、同年は各賞選考が行われないことになった。2012年11月16日、読売テレビは「音楽表現が多様化し、従来の基準で優劣をつける審査はふさわしくない」ことを理由に、グランプリなど各賞の選考を取りやめることを発表した。このため、2012年からは『日テレ系音楽の祭典 ベストアーティスト』（日本テレビ系列）・『FNS歌謡祭』（フジテレビ系列）・『ミュージックステーションスーパーライブ』（テレビ朝日系列）などと同様のコンサート形式で継続されることになった。
2020年は新型コロナウイルスの影響で開催が中止された。

## テレビ放送
テレビ放送は日本テレビ系列で2時間に渡って行われる。2004年までは、『ALL JAPANリクエストアワード』から引き続き11月後半の『スーパースペシャル』枠で放送されていた。2005年から2007年は11月下旬の月曜日に21・22時台の通常番組（21時台は自社制作でいずれの年も島田紳助が司会を務める番組、22時台は日本テレビ制作の番組）を休止する形で21:00 - 22:48に放送された。2008年から2016年は木曜日、2017年は水曜日に19・20時台の通常の番組（原則日本テレビ制作の番組）を休止する形で放送された（2008年のみ『モクスペ』枠で生放送）。2018年は再び木曜日の放送に戻ったが、2019年は2年ぶりに水曜日の放送となった。2020年は上述の通りに中止となった。なお、火曜日・金曜日・日曜日には原則放送された事はない。
スポンサーセールス「提供クレジット出し・読み上げ」・番組送出は読売テレビ側が担当している。
放送時間は原則として19:00 - 20:54（JST）だが、木曜日に放送した2016年、2018年、2021年、2022年は19:00 - 21:00（JST）と6分拡大、直後の『ダウンタウンDXDX』2時間SP（21:00 - 22:54、同局制作）との接続はステブレレス接続となった。
2005年と2007年は当日録画放送（撮って出し）となったが、2006年には収録から放送まで日数が空いたため（11月17日収録・20日放送）、収録翌日の読売新聞朝刊やスポーツ新聞芸能欄記事で結果が出てしまう事態となった。2008年以降は再び生放送となっている。
同じく日本テレビ系列で放送されている日本テレビ制作の年末音楽特別番組『日テレ系音楽の祭典 ベストアーティスト』が11月下旬に放送される場合は、当番組と『ベストアーティスト』が2週続けての放送となることがある。
2023年は前身の「夜の-」を含めて55回の記念大会となる事から放送時間を1時間拡大し、19:00 - 21:54（JST）の2時間54分となり、それ以降も同様の放送時間で現在に至る。

## タイトル変更の背景
タイトルを複数回変えているが、その背景は2つある。
まず1つは、紛らわしいタイトルの『日本有線大賞』の存在があった。区別が付かない視聴者が多いため混同されやすかった。
もう1つはこの番組がUSENに寄せられるリクエストだけではなくオリコンなどによるCDの売り上げやカラオケランキング、インターネットなどによる視聴者アンケートを総合して決定されていたため、かつての『日本テレビ音楽祭』に近い形へ変わってしまったことである。1990年代前半までは有線放送でより多くのリクエストを獲得した楽曲を表彰するために放送されてきた番組だったが1980年代のカラオケブーム以降、有線放送は街の飲食店の主役でなくなっておりスーパーマーケットなどでのBGMとして流れているだけとなっている。そして読売テレビと一緒に主催していたUSENでさえも最近主力となっている業務は光ファイバーを使ったブロードバンド・インターネットや、通信衛星を使ったSOUND PLANETの普及促進といったどちらかといえば法人より個人に重点を置いた業務である。
そのような流れから、現在ではヒット曲を数多く出しているJ-POPアーティストが中心に出演する音楽祭に変化している（ゴールドアーティスト賞がJ-POPアーティストで10組程度に対して演歌歌手では2・3組程度。新人賞は演歌歌手・J-POPアーティストを合わせて5・6組程度なので、新人演歌歌手受賞者がいない年もある）。そして2008年からはUSENへのリクエストデータが審査対象から外されたため、実質的には『日本テレビ音楽祭』の形式が復活した形となった。さらに、2009年からはエキシビションにあたるスペシャルゲストが登場するコーナーが設けられたことから、『日テレ系音楽の祭典 ベストアーティスト』の要素を兼ね備えた音楽祭に変わってきていた。

## 2010年までの放送内容

### 終了時にあった各賞
- グランプリ
- 最優秀新人賞
- ゴールドアーティスト賞（述べ10組以上）
- 新人アーティスト賞（述べ2 - 3組、2007年は6組）

2007年度分までグランプリはポップス部門と演歌・歌謡曲部門に分かれていた。また、2008年度以降はUSENへのリクエストデータが審査対象から外され、オリコンなどが調査するCD売上ランキング、USENグループなどが配信する着うた・カラオケ人気ランキング、読売テレビが行うインターネット投票から出されるアーティスト支持率や人気率を審査する形に変わった。
前身である『全日本有線放送大賞』の1回目開催から40周年を迎えた2007年には「40周年記念特別賞」が設けられて、秋川雅史が受賞した。

### 過去にあった各賞
- 吉田正賞（作曲家・吉田正を讃えて制定。吉田の没後、賞が廃止となった）
- ポップス部門グランプリ
- 演歌・歌謡曲部門グランプリ

## 各年の放送概要
- 各年の平均視聴率はビデオリサーチ調べ、関東地区・世帯・リアルタイム。赤数字は最高視聴率、青数字は最低視聴率。

| 放送年 | 放送日   | 曜日   | 放送形式 | 司会                                               | 会場                   | グランプリ   | グランプリ       | 最優秀新人賞 | 備考 | 視聴率 |
| 放送年 | 放送日   | 曜日   | 放送形式 | 司会                                               | 会場                   | ポップス部門 | 演歌・歌謡曲部門 | 最優秀新人賞 | 備考 | 視聴率 |
| ------ | -------- | ------ | -------- | -------------------------------------------------- | ---------------------- | ------------ | ---------------- | ------------ | --- | ------ |
| 2003年 | 11月29日 | 土曜日 | 生放送   | 堺正章 藤原紀香                                    | 大阪城ホール           | 浜崎あゆみ   | 氷川きよし       | 一青窈       | 浜崎は4連覇、氷川は連覇。 読売テレビ開局45年記念番組として放送。 | 11.0%  |
| 2004年 | 11月27日 | 土曜日 | 生放送   | 堺正章 藤原紀香                                    | フェスティバルホール   | EXILE        | 氷川きよし       | 大塚愛       | EXILEは初受賞、氷川は3連覇。 | 12.7%  |
| 2005年 | 11月21日 | 月曜日 | 収録     | 堺正章 藤原紀香 三浦隆志（読売テレビアナウンサー） | フェスティバルホール   | EXILE        | 氷川きよし       | 伊藤由奈     | EXILEは連覇、氷川は4連覇。 | 12.1%  |
| 2006年 | 11月20日 | 月曜日 | 収録     | 堺正章 藤原紀香 三浦隆志（読売テレビアナウンサー） | 神戸ワールド記念ホール | 倖田來未     | 水森かおり       | WaT          | 倖田・水森ともに初受賞。 | 11.8%  |
| 2007年 | 11月26日 | 月曜日 | 収録     | 堺正章 藤原紀香 三浦隆志（読売テレビアナウンサー） | フェスティバルホール   | 倖田來未     | 水森かおり       | RSP          | 倖田・水森ともに連覇。秋川雅史が40周年記念特別賞を受賞。 | 8.9%   |
| 2008年 | 11月27日 | 木曜日 | 生放送   | 堺正章 藤原紀香 三浦隆志（読売テレビアナウンサー） | 大阪城ホール           | EXILE        | EXILE            | ジェロ       | EXILEは3年ぶり3回目のグランプリ。 演歌歌手の新人賞受賞は氷川きよし以来8年ぶり。 読売テレビ開局50年記念番組として放送。                                                      | 13.4%  |
| 2009年 | 11月26日 | 木曜日 | 生放送   | 宮根誠司 ウエンツ瑛士 西山茉希                     | 神戸ワールド記念ホール | EXILE        | EXILE            | 遊助         | フェスティバルホールの建て替え工事に伴い、暫定的に神戸ワールド記念ホールで実施。 EXILEは4回目のグランプリ。 遊助は2008年に羞恥心&アラジンとしても新人アーティスト賞を受賞。 | 12.2%  |
| 2010年 | 11月25日 | 木曜日 | 生放送   | 宮根誠司 ウエンツ瑛士 西山茉希                     | 神戸ワールド記念ホール | EXILE        | EXILE            | なし         | EXILEは3年連続、通算5回目のグランプリを獲得。グランプリ受賞最多記録を更新。                                                                                                 | 11.9%  |
| 2011年 | 11月24日 | 木曜日 | 生放送   | 宮根誠司 ウエンツ瑛士 西山茉希                     | 神戸ワールド記念ホール | なし         | なし             | なし         | 同年3月11日に発生した東日本大震災の影響から、各賞選定は実施されなかった。                                                                                                   | 14.4%  |
| 2012年 | 11月22日 | 木曜日 | 生放送   | 宮根誠司 ウエンツ瑛士 西山茉希                     | 神戸ワールド記念ホール | 廃止         | 廃止             | 廃止         | 各賞選定を完全に取りやめて初めての放送となった。 | 11.9%  |
| 2013年 | 11月21日 | 木曜日 | 生放送   | 宮根誠司 ウエンツ瑛士                              | 大阪城ホール           | 廃止         | 廃止             | 廃止         | 2012年まで司会を務めていた西山は産休のため降板した。 読売テレビ開局55年記念番組として放送。                                                                                 | 10.6%  |
| 2014年 | 11月20日 | 木曜日 | 生放送   | 宮根誠司 ウエンツ瑛士                              | フェスティバルホール   | 廃止         | 廃止             | 廃止         | 2代目フェスティバルホールでは初開催。 | 13.0%  |
| 2015年 | 11月19日 | 木曜日 | 生放送   | 宮根誠司 ウエンツ瑛士 西山茉希                     | フェスティバルホール   | 廃止         | 廃止             | 廃止         | 西山が3年ぶりに司会に復帰。 実行委員会名誉会長・塩川正十郎没後初開催。 | 9.8%   |
| 2016年 | 11月17日 | 木曜日 | 生放送   | 宮根誠司 ウエンツ瑛士 西山茉希                     | フェスティバルホール   | 廃止         | 廃止             | 廃止         | 初の19:00 - 21:00放送。 『ダウンタウンDX』2時間SPとの接続はステブレレス。                                                                                                   | 10.9%  |
| 2017年 | 11月15日 | 水曜日 | 生放送   | 宮根誠司 ウエンツ瑛士 橋本マナミ                   | フェスティバルホール   | 廃止         | 廃止             | 廃止         | 海外留学のため、この年をもってウエンツが司会を降板した。 | 11.1%  |
| 2018年 | 11月15日 | 木曜日 | 生放送   | 宮根誠司 橋本マナミ                                | 大阪城ホール           | 廃止         | 廃止             | 廃止         | 平成最後の開催。2年振りに19:00 - 21:00放送。 読売テレビ開局60年記念番組として放送。                                                                                         | 9.6%   |
| 2019年 | 11月13日 | 水曜日 | 生放送   | 宮根誠司 橋本マナミ                                | 大阪城ホール           | 廃止         | 廃止             | 廃止         | 令和最初の開催。 | 10.3%  |
| 2021年 | 11月11日 | 木曜日 | 生放送   | 宮根誠司 ウエンツ瑛士                              | フェスティバルホール   | 廃止         | 廃止             | 廃止         | 2年ぶりに開催。3年振りの19:00 - 21:00放送。 ウエンツが4年ぶりに司会に復帰。                                                                                                 | 8.6%   |
| 2022年 | 11月10日 | 木曜日 | 生放送   | 宮根誠司 ウエンツ瑛士                              | フェスティバルホール   | 廃止         | 廃止             | 廃止         | 3年ぶりの有観客開催。 | 7.9%   |
| 2023年 | 11月16日 | 木曜日 | 生放送   | 宮根誠司 ウエンツ瑛士                              | 大阪城ホール           | 廃止         | 廃止             | 廃止         | この年より1時間拡大され放送時間が19:00 - 21:54になった。 | 8.4%   |
| 2024年 | 11月14日 | 木曜日 | 生放送   | 宮根誠司 ウエンツ瑛士                              | 大阪城ホール           | 廃止         | 廃止             | 廃止         | | 8.6%   |

### 会場
| 会場                                               | 使用年                                           | 収容人数 |
| -------------------------------------------------- | ------------------------------------------------ | -------- |
| 大阪城ホール （大阪府大阪市中央区）                | 2003年 2008年 2013年 2018年 2019年 2023年 2024年 | 10,000人 |
| フェスティバルホール（初代） （大阪府大阪市北区）  | 2004年 2005年 2007年                             | 2,500人  |
| 神戸ワールド記念ホール （兵庫県神戸市中央区）      | 2006年 2009年 ｜ 2012年                          | 5,400人  |
| フェスティバルホール（2代目） （大阪府大阪市北区） | 2014年 ｜ 2017年 2021年 2022年                   | 2,500人  |

- 5年に1度の読売テレビ開局記念キャンペーンイヤーにあたる年には、開局記念番組として放送され、規模の大きい大阪城ホールでの開催となる。
- 『全日本有線放送大賞』時代の1998年から2008年までの11年連続で堺正章と藤原紀香が担当してきた（堺は1997年の『第30回全日本有線放送大賞』から出演、1998年の『第31回全日本有線放送大賞』のみ中村玉緒も務めた）。なお、藤原の11年連続司会は、フジテレビ系列で現在も放送されている『FNS歌謡祭』の芳村真理（1977年 - 1986年）の10年連続の記録を更新して、女性司会者としては日本の賞レースにおける現時点での日本記録となっている。
- グランプリ受賞最多回数は5回で、2010年にEXILEが達成。
- 賞取りレース時代は全ての回でエイベックス所属アーティストがグランプリを獲得していた。前々身の『第33回全日本有線放送大賞』（2000年）から数えると、2000年に浜崎が受賞して以来、エイベックス所属アーティストが11年連続でグランプリを獲得している。
- 2010年は新人賞の発表が行わなかったが、これは前身となる『第8回全日本有線放送大賞』（1975年）以来35年ぶりである。また、この年の『日本有線大賞』では新人賞受賞者は2組いたが、最優秀新人賞はこの年から廃止。
- 2011年は表にもある理由から、各賞選定が行われないことになった。ただ、番組自体は例年通り公開生放送で行われ、1990年代以降の『FNS歌謡祭』と同様に番組タイトルは維持しつつも、音楽ショー形式の番組に変更となった。各賞選定が行われないのは前身の『全日本有線放送大賞』・『ALL JAPANリクエストアワード』を含めて『ベストヒット歌謡祭』では初めてのことであるが、年末賞取りレース全体では昭和天皇の病状悪化に配慮して多くの開催が中止された1988年以来である[注 9]。2012年に読売テレビがコンテスト方式を取りやめると発表したため、2012年以降は公開音楽ショーとして引き続き行われている[1]。
- 2020年は上述の通り新型コロナウイルス感染症から観客・演者・スタッフの安全を守る事とそれに伴うコストの負荷の問題から中止。
- 2021年は開催そのものは実施されるが、昨年と同様の理由により無観客で行われた[3]。

## スタッフ
2024年時点
- 演出：廣瀬拓万(ytv)（2024年、2017,2018年はD補、2019年-2023年はディレクター）
- ディレクター：岸本至生（2021年-、2019年はD補）、貴次登己（2023年-、2021年はAD、2022年はディレクター補）(共にytv)、柳田翼（モスキート、2024年）
- 美術：山本真平(ytv)（2021年-、以前は美術デザイン）、山下創平（2023年-）
- 美術進行：榎並彰（2013-2015年は彩名義）
- 舞台装置：川田耕司（つむら工芸）
- TD：鈴木直人（2023年-、2013-2015年はMIX、2021年・2022年はマイクロ）
- SW：野口忠繁(ytv)（2024年、2019・2023年はCAM）
- CAM：大矢晃平(ytv)（2024年）
- VE：古門優弥(ytv)（2024年）
- MIX：正木良(ytv)（2023年-）
- 照明：鷲津繋比古（2024年）、井澤浩司（2024年）、吉良貴（2017・2021年-）、小池陽南子（2023年-）
- マイクロ：小曽根千穂（2024年）
- PA：稲垣暁久（2012・2018年-）
- モニター：城下司（2012年-）、照喜名弘暁（2022年-）
- 楽器：㈱サンフォニックス大阪（2008-2018・2021年-、2007年はPA、2019年は美術協力）
- ED：明石健二（2017-2021・2023年-）、井上ちひろ（2018年-）
- タイトルCG（2014年-）：アサヒ精版（2023年-、以前はアサヒ精版印刷株式会社名義で美術協力）
- 音効：鈴木宗寿(ytv Nextry)（2023年-）
- MA：寺本卓矢(ytv Nextry)（2023年-）、古庄陽(ytv Nextry)（2016年-）
- 本社サブ：田中瑛人(ytv)（2021年-）
- 本社サブTD：小野木晋(ytv)（2018・2023年-、2007年はAUD、2009年はMIX）
- 映像D（2014年-）：吉澤順(ブリッジ)（2014年-2021・2023年-）、砂川義忠(アッシュ)（2003・2005年はマルチビジョンD、2007・2010年は映像演出、2009年は中継D、2012年も映像D）
- 構成：村井聡之（2005年はリサーチ）
- 舞台進行：上田宗広(つむら工芸)（2014年-、2003年は舞台装置、2005年は美術進行、2007年は美術、2009年は美術総合、2012・2013年はイベント進行）
- 制作進行：村上龍之介（2024年、2022・2023年はFD）
- FD：中屋敷亮、杉野嘉則、野垣航、坂本一馬、塚本涼一郎(全員ytv)（中屋敷→2019・2023年-、2022年はytv本社中継FD、杉野→2021年-、野垣→2022年-、坂本・塚本→2024年）
- AD：古井林太郎・佐野明里(共にytv)、西田朝、松井文哉（Dmark）、三谷梨緒（西田以外→2024年、西田→2022年-）
- ナレーター（2023年-）：サッシャ、山本隆弥・澤口実歩・佐藤佳奈・共にytvアナウンサー）（澤口以外→2023年-、澤口→2024年）
- TK：中嶋多実子（2003年-）、濃添ゆう子（2007・2009年、2014年-）
- 宣伝：手塚大貴、金井啓(全員ytv)（金井→2022年-、2018・2019年はP、手塚→2023年-）
- 技術協力：南海放送、ytv Nextry、ハートス、富士ライト商事、エムテック・スタイル、エムエスアイジャパン大阪、教映社、Wish(ウィッシュ)、エキスプレス、関西東通、福建社、タケナカ、stand out、lucky by lucky、ドラゴンフォース、EUREKA（南海・エムエス→2022年-、エムエス→2021年はMSI JAPAN、富士→2021年-、関西東通→2019年-、福建→2018・2019・2023年-、タケ→2018年-、EUREKA→2021・2023年-、エムテック・stand・lucky・ドラゴン→2023年-）
- 美術協力：つむら工芸、つむらモジュールシステム、ギミック、東京衣裳、デンコー、高津商会、A.I.C.、アイディアリミックスクラブ、フジアール（つむらモジュール→2024年、アイ→2018年-、フジ→2017年・2022年-、東京→2023年-、以前も担当）
- 協力：大阪城ホール、キョードー関西、公益社団法人2025年日本博覧会協会、大林組、ユニバーサル・スタジオ・ジャパン、笑笑堂、stylerz、ブリッジ、Dmark、ダイズ、ニューヨーカー、ホーリーズエンタープライズ、エイデック、マウス、michelle、RUIFUN、ISA、オノエファニチャー（大阪城→2018年-2020年・2022年-、以前も協力、キョードー・2025年日本博・大林組・ユニバーサル・stylerz・ダイズ・ニュー・miche・オノエ→2024年、ブリッジ・ホーリーズ・エイ・→2021年-、エイ→2015年までは技術協力、Dm→2022年-、マウス→2017年-、RUI・ISA→2023年-）
- データ放送（2015年-）：松田裕貴(ytv)（2024年）
- 裏配信（2022年-）：中田大介(ytv)（2022年-）、辰壮一朗(ytv)（2024年）、堀田真範（ホーリーズエンタープライズ、2022年-、2018年-2021年はLIVE配信）
- 事務局：日下部悠太（キョードー関西、2024年）
- AP：野口弥生（キャスコーポレーション）、早川陽菜紀（ダイズ、2024年）
- 運営プロデューサー（2024年）：中野允嗣(ytv)（2024年）
- 舞台監督・プロデューサー：浦井章亘(ytv)（2024年、2021-2023年はプロデューサーのみ）
- プロデューサー：伊藤隆洋（2023年-）、遠山正悠（2024年、2015年-2021年、2014年はD補、2015年-2019年はD、2015年-2021年は舞台監督、2023年はミライザ中継ディレクター、2019年まではytv、2020-2023年はytv Nextry）(全員ytv)
- チーフプロデューサー：多賀規恵(ytv)（2024年、2007年は事務局、以前はAP、2021-2023年はプロデューサー）
- 制作著作：讀賣テレビ放送（ytv）

過去のスタッフ
- 演出：山口剛正（ytv、2005・2009・2012年はディレクター）
- 舞台監督：村上雅俊（2003・2005・2007・2012-2014年）、金井南燮（2012年-2019年、2015年はFD）、加藤崇（2022・2023年、2019-2021年はFD、2017年は宣伝）(全員ytv)
- ディレクター：喜久翔（ytv、2022年）
- 美術：松井珠美（2003年）、尾前江美（2005・2014-2016年）、野沢桃子（2014年-）(全員ytv)
- 美術進行：天津智恵（つむら工芸）
- 舞台進行（2007年）：矢野耕司
- 舞台装置（2012年）：山田有持
- 特殊効果：石本貢司(ギミック)（2003年-）
- バルーン（2009年）：田村光一朗
- バルーン映像（2009年）：Mr.Giles
- レーザー：武田慶一(レーザーミックス)（2003・2005年）、加賀文人(ラリーキャップ)（2008年）
- 電飾：羽室利宏(テンコー)（2003・2005年）、畑中昌弘(テンコー)（2007年）、白市修(テンコー)（2009年）
- メイク：住田香代（2003年-）
- 技術・サブTD：村上和生（ytv、2009年は中継TD）
- サブTD：廣畑秀史（ytv、2005年）
- 本社サブTD：前田義信（2013-2017年、2003年はTD、2012年はサブTD）、西村聡（2021・2022年）(全員ytv)
- 技術：北條吉彦（2003・2005・2007年）、岳崎勉（2012年はTM）(全員ytv)
- TD：三村将之（ytv、2021・2022年、2003年はAUD、2014・2015年は照明）
- SW：平松雅之（2003年）、杉本麻也（以前は、CAM）、野平浩二（2018・2019年、2012・2015年はCAM、2016・2017年はTD）、井ノ口鉱三（2021・2022年、2016-2018年はCAM）、坂口裕一（2023年、2013・2014年はCAM、2015-2017年はSW、2018・2019年はTD、2021年・2022年はCAM）(全員ytv)
- CAM：坂口拓磨（2007年）、平松雅之（2009年）、大橋優（2021年）(全員ytv)
- VE：菊地健（2003・2005・2012年）、南方裕之（2007・2009年）、米田忠義（2013・2014年）、窪内誠（2015・2016年、2007年は照明）、池見憲一（2017,2018,2021-2023年）、田口護（2019年、以前はMIX►TD）(全員ytv)
- MIX：沖田一剛(ytv)（2016年-2022年）
- AUD：谷口英雄(ytv)（2005年）
- 照明：廣江貞雄(ytv)（一時離脱►2016年より復帰）、窪田和弘(ytv)（2005・2009・2017-2019年）、井寺修（2005年）・沖野利昭（2007年）・梶田拓也（2009年）・上村真弘（2012年）・植(上)月大輔（2013-2016年）(ハートス)、斉藤洋介（2015-2017年）、舩戸和美、畑中悠祐（舩戸・畑中→2018・2019年）、中島紫野（2021年・2022年）、奥嶋駿介(ytv)（2021-2023年）、岩佐崇史(ハートス)（2021-2023年）
- INTELL IPIX R（2014年のみ）：井寺修(ハートス)
- マイクロ：湯川洋輔（2009・2012年）、松野史（札幌テレビ）（2009年）、高田裕都(ytv)、千原徹、杉本麻也(ytv)（杉本→2015年）、奥畑潤一(ytv)（2013・2014・2016年）、福場清正(ytv)（2017・2023年）、三ツ屋貴友(ytv)（2018・2019年）
- 楽器：當山生（2019年）
- PA：五島優(大阪共立)（2003年）、山崎泰和(大阪共立)（2005年）、田中善昭・井場元稔（2009年）（Mst JAPAN）、亀田健多（2016・2017年）
- クレーン：西幸四郎（2003年）、板野元宣(関西ロケーション)（2005年）、中本欽也(関西ロケーションサービス)（2007年）
- ステディカム：吉岡泰弘(Wish)（2003年）、保山耕一(東通)（2005年）
- 映像効果：山田慎二(教映社)（2003・2005年、2007・2009年はモニター）
- 映像技術（2007年）：木元重行（ハートス）
- 技術監督：森下直樹（2005年はSW、2007・2009年はTD）
- モニター：葛城丈士（教映社）
- ED：井上哲郎(アッシュ)（2003・2005年）、石丸淳(アッシュ)、西村聡（ytv、2009年）、廣田拓（2012年）(アッシュ)、浅地裕夫（2007年）、谷口尚志（2015-2017年）、利岡正義（2022年）
- タイトルCG（2014年-）：廣川淳志（エイデック、2014年-2022年、以前は3Dマッピング）
- 音効：船富潤司（2003年）、中谷誠（2005・2007・2009年）、村木綾（Ytv Nextry、2012年）、荒畑暢宏（2013年-）、副島圭祐（2016・2017年）、鏑木太郎（2018年）、竹内健司（2019年-2021年）、豊田捺葵（2022年）
- MA：中澤哲矢(Ytv Nextry)（2003・2009年）、堀内孝太郎（堀内→2005・2007・2012年-2015年）
- 映像D（2014年-）：辻澤叶恵(ytv)（2021年、2019年はAP）
- CG：アエックス、セバスチャン（アエ・セバス→2003年）、山木徳之（ディアル）
- 名古屋御園座中継（2007年）
  - プロデューサー：土居原作也（ytv）
  - ディレクター：竹本芳臣（ブリッジ）
  - TD：加藤信行（中京テレビ）
- なんばHatch中継（2009年）
  - プロデューサー：川村好弘（ytv）
- 福岡中継（2011年）
  - ディレクター：高柳康（ytv、2009年はD補）
  - TD：北條吉彦（ytv）、谷口浩司（福岡放送）
- 横浜中継（2012年）
  - AP：太田由貴（Ytv Nextry）
  - チーフプロデューサー：徂徠雅夫
  - TD：篠原昭浩（NiTRO）
  - LD：浜野眞治
  - 美術制作：渡辺俊孝（日本テレビアート）
  - 美術進行：高野泰人（日本テレビアート）
- 岩手中継（2012年）
  - ディレクター：中嶋信之
  - TD：小岩三郎（テレビ岩手）
  - 美術制作：佐野和永（アーツ）
- 東京中継
  - ディレクター：汐口武史（ytv、以前は、2012年はサブD）
  - 舞台進行：永澤哲也
  - AD：竹下隆史
  - プロデューサー：中島恭助（ytv、2003・2007年はD、2005年はP、2012年は横浜中継D）
  - チーフプロデューサー：綿谷登（ytv）
  - TD：松尾昌己（2009年はTM、2012年は岩手中継TD）
  - SW：坂口拓磨
  - LD：窪田和弘
  - PA：サンフォニックス
  - 美術進行：上條宏美
- ユニバーサル・スタジオ・ジャパン中継P（2019年）：山崎愛子(ytv)、西田優心(アッシュ)（2013-2017年は本社サブD、2018年は道頓堀収録P）
- 関ジャニ∞特別収録（2021年）
  - プロデューサー：植木康弘
  - ディレクター：須永秀明
  - 撮影監督：奥平功
- ytv本社中継（2022年）
  - TD：小池一暢(ytv)（2022年、2003・2005年はCAM、TDやSWも担当していた、2019年は本社サブTD）
  - 美術：箕田英二(ytv)（2022年、2007年は美術P兼美術制作、2009年は美術P兼デザイン、2018・2019年は美術）
- ミライザ中継（2023年）
  - チーフプロデューサー：吉田聖(ytv)（2023年、2013・2014年は編成、2019年はLIVE配信）
  - プロデューサー：坂谷龍司(ytv)（2023年、2013年-2015年は本社サブD、2016年はD補、2017年-2019年はD、2021年はヘリポート中継、中継・ロケD、2022年はytv本社中継D）
  - 舞台監督：安部祐真(ytv)（2023年、2017年は本社サブD、2018・2019年は本社サブ）
  - FD：石川彬(ytv Nextry)（2023年）
  - TD：藤井義行(ytv)（2023年、2015・2016年は技術、以前はSW）
  - 大道具：川上真子（2023年）
- 構成：八木晴彦（2005年はリサーチ）、東京コウ塀（2007年）、上地茂晴（2015-2017年）
- リサーチ：儀賀保秀（2005年）
- FD：三輪宗滋、竹綱裕博（三輪・竹綱→2003年）、古島裕己（2007年）、斉藤恭仁雄[注 10]、佐藤航、関典明（佐藤・関→2016年）、吉田剛志（2017年）、遠藤慎也、古河雅彦（遠藤・古河→2016-2018年）、中埜勝之（2016,2019年-2021年）、高橋史（2017-2019年）、阪口智稀（2021年、現:フジテレビ）、粟津陽介（2021-2023年）、樫原淳（2022・2023年）、小早川泰飛、髙橋優貴（小早川・髙橋→2023年）(全員ytv)
- AD：梅野麻未（2003・2005年）、鈴木康司（2007年）、辻山健太(メガバックス)（2009年）、秋元優志（2021年）、坂井日向子（2021-2023年）、丸本晃大、中井志緒里（丸本・中井→2023年）
- サブD：柿本幸一(ytv)（2003年、2007年は舞台監督、2012年は岩手中継P）
- 本社サブD：福田浩之（2016年）、西川義嗣（2017年、2005・2009年はFD、2015年は制作進行）(共にytv)
- 制作進行：川澤慎（2023年、2021・2022年はディレクター補）
- ディレクター補（2016年-2022年）：湯浅仁志(2016-2018年、2012,2014年まではAD、2015年は制作進行)、吉中健（2016-2019年、2007・2009・2012-2014年はAD、2015年は制作進行）(共にアッシュ)
- ナレーション：長田和彦（2003年）、南かおり・オオヌキタクト（2009年）、藤田勇児
- TK：岡島美栄子（2023年）
- 宣伝：西川章洋（2007・2018年、2014-2017年はツイッターミラー）、仲島景子（2009年）、飯田將博、瀬野尾光則（2009・2012年）、折原加奈（2012年）、尼子大介（2012年は横浜中継P）、竹村麻美（2013-2016年）、熊谷有里子（2014-2017年）、乙部恭子（2017年）、森井亜季（2018-2022年）、斉藤渉（2019年）、米倉功人（2021年）、北本ひかり（2021・2022年）(全員ytv)
- 編成：西島淳一（2009・2012年）、松本拓也（2009年）、中村元信（2009年）、辻貴史（2012-2014年）、鈴木梓(全員ytv)
- 技術協力：NiTRO、TAC、トラフト、日本テック、トラスト、SUNFLAPX1、3D Phantom、テクニカルアート、サウンドエースプロダクション（SUN・3D→2021年、サウンドエース→以前も担当）
- 美術協力：TSP太陽、ミラーボーラーズ、日本テレビアート、Rally cap 、SIXNCH.JAPAN Co,.ltd、Ripple Light、ストロベリーメディアアーツ、映像センター、ヒビノ株式会社（映像以降→2017年）、アトリエルンル、マックスコーポレーション（マックス→2018年）、ISA（2019年）、葛城煙火、アークサン（葛城・アーク→2021年）、グリーンアート、ダレカノデザイン、テルミック、ヤマモリ（テル・ヤマモリ→2022年）
- LEDビジョン協力：ストロベリー メディアアーツ
- 写真提供：アマナイメージズ、アフロ、毎日新聞社、AP、ゲッティ、JVA承認2014-11-010、image navi
- 協力：エス・アイ・エス、ユーロック、フナヤ278、ファブコミュニケーション、アミューズ ワンセルク、ディアル、岩波流右扇会、太成学院 天満幼稚園、グループ・エコー、トップカラー、HAROiD、キャ（ッ）スコーポレーション、読売テレビエンタープライズ、Twitter,inc.、関西で活動される合唱団の皆様 合唱選曲:北川昇、関西学院大学チアリーダー部DOLPHINS、龍谷大学バトン・チアSPIRITS、大阪桐蔭高等学校吹奏楽部 指揮:梅田隆司、楽譜提供:（関西で以降→2018年）、YUU（2018-2023年）、アッシュ、RUIFAN、Swich、光を撮るエンターテイメント アークサン、株式会社スターリーナイトカンパニー、EXPG STUDIO BY LDH、大阪信愛学院高等学校合唱部、四天王寺高等学校コーラス部、清教学園高等学校合唱部、Used Market NEXT51三国ヶ丘（Swich→2018・2019年、アークサン以降→2019年）、SEP（2021年）、フェスティバルホール（以前も担当）、ウィンズスコア（ウィンズ→2018年・2022年）、アパホテル&リゾート(横浜ベイタワー)、横浜港大さん橋国際客船ターミナル、日本丸メモリアルパーク、池田サンバ ボボ・ズーダ、Escola De Samba KOBECCO、サンバウー、SOL NASCENTE、Raio de Sol、Banda Cerveja、G.R.E.S Academicos do Feijao Preto（アパ・横浜港・日本丸・池田以降→2022年）、キョードー大阪（2023年まで）、大阪フィルムカウンシル、大阪城パークマネジメント、THE LANDMARK SQUARE OSAKA（大阪フィルム・大阪城パーク・THE→2023年）
- ロケ協力（2021年）：ワンダーグループ Merry Green、グランドサロン十三、ホテルロイヤルクラシック大阪(共に2021年）
- 映像提供：日本テレビ
- ツイッターミラー：奥野幸博（2014年）
- LIVE配信（2018-2021年）：高橋宏輔(ytv)（2021年、2003年はAD）
- データ放送：岩尾安治(ytv)（2015年、2005年はサブD）、辻智仁（2015・2016年）、矢野健太郎(ytv)（2017-2022年）、久保健太(ytv)（2023年）
- SNS（2019年）：多鹿雄策(ytv)（2019年）
- 事業局：佐藤恭仁子（2003・2005・2007・2009・2012年は事務局）、萩原正裕（2014-2016・2018・2019年）、宇野馨（2017年）(全員ytv)
- 事務局：菱田義和(ytv)（2003年）、衣笠博史(キョードー大阪)（2003・2007・2009年）、田代直久(キョードー大阪)（2005年）、児島雅有子（2007年）、西岡大輔(キョードー大阪)（2013-2017年、2012年までは事業局）、井上恵梨子、合田誠（合田→2018・2019年）、麻生洋平（2021-2023年）、田邉裕也（2023年）
- 実行委員会（2007年）：越智常雄、村上博保、松本芳久(共にytv)・松枝忠信、藤澤國彦
- AP：衣笠築美(ytv)、黒嶋夕美子（ytv、2013年東京中継AP、2014年）、久保田晴香（読売テレビエンタープライズ、2017年）、門上由佳（ytv、2018・2019年、2013・2014年はAD）、渡邊恵里（2021-2023年）
- イベントプロデューサー（2021・2022年）：花房政寿(ytv)（2021・2022年）
- プロデューサー：竹本輝之（生田スタジオ担当）、山本陽、小野寺将史（小野寺→2014・2015・2018・2019年、2013年は事業局）(ytv)/ 政橋雅人（2003年）、土屋泰則、藤井淳（2005年）(日本テレビ)
- チーフプロデューサー：梅田尚哉（2003・2005年）、上田雅也（2007年）、長江信一（2009年）、田中壽一（2012年）、竹内伸治、薮亀かおり（薮亀→2014・2015年）、前西和成（2016年、2009年は舞台監督、2013年は東京中継舞台監督、2015年は演出兼舞台監督）、武野一起（2015・2016年）、太田匡隆（2017・2018年、2005年はFD、2009-2015年はP）、中西英行（2019年、2014-2017年はツイッターミラー、2018年はLIVE配信）、山口将人（2021・2022年、2012・2015年まではディレクター、2016-2019年はプロデューサー/演出、2017年は演出/プロデューサー）、上野正樹（2023年、2009年はサブD、2013年は東京中継P兼務、2013-2017年はP、2021年はヘリポート中継P、2022年はytv本社中継P）(全員ytv)
- 制作：吉田真(日本テレビ)（2003年）、荻原武博(ytv)（2007年）

## ネット局
| 放送対象地域   | 放送局                    | 系列                          | 備考       |
| -------------- | ------------------------- | ----------------------------- | ---------- |
| 近畿広域圏     | 読売テレビ（ytv）         | 日本テレビ系列                | 制作局     |
| 北海道         | 札幌テレビ（STV）         | 日本テレビ系列                | 同時ネット |
| 青森県         | 青森放送（RAB）           | 日本テレビ系列                | 同時ネット |
| 岩手県         | テレビ岩手（TVI）         | 日本テレビ系列                | 同時ネット |
| 宮城県         | ミヤギテレビ（MMT）       | 日本テレビ系列                | 同時ネット |
| 秋田県         | 秋田放送（ABS）           | 日本テレビ系列                | 同時ネット |
| 山形県         | 山形放送（YBC）           | 日本テレビ系列                | 同時ネット |
| 福島県         | 福島中央テレビ（FCT）     | 日本テレビ系列                | 同時ネット |
| 関東広域圏     | 日本テレビ（NTV）         | 日本テレビ系列                | 同時ネット |
| 山梨県         | 山梨放送（YBS）           | 日本テレビ系列                | 同時ネット |
| 新潟県         | テレビ新潟（TeNY）        | 日本テレビ系列                | 同時ネット |
| 長野県         | テレビ信州（TSB）         | 日本テレビ系列                | 同時ネット |
| 静岡県         | 静岡第一テレビ（SDT）     | 日本テレビ系列                | 同時ネット |
| 富山県         | 北日本放送（KNB）         | 日本テレビ系列                | 同時ネット |
| 石川県         | テレビ金沢（KTK）         | 日本テレビ系列                | 同時ネット |
| 福井県         | 福井放送（FBC）           | 日本テレビ系列                | 同時ネット |
| 中京広域圏     | 中京テレビ（CTV）         | 日本テレビ系列                | 同時ネット |
| 鳥取県・島根県 | 日本海テレビ（NKT）       | 日本テレビ系列                | 同時ネット |
| 広島県         | 広島テレビ（HTV）         | 日本テレビ系列                | 同時ネット |
| 山口県         | 山口放送（KRY）           | 日本テレビ系列                | 同時ネット |
| 徳島県         | 四国放送（JRT）           | 日本テレビ系列                | 同時ネット |
| 香川県・岡山県 | 西日本放送（RNC）         | 日本テレビ系列                | 同時ネット |
| 愛媛県         | 南海放送（RNB）           | 日本テレビ系列                | 同時ネット |
| 高知県         | 高知放送（RKC）           | 日本テレビ系列                | 同時ネット |
| 福岡県         | 福岡放送（FBS）           | 日本テレビ系列                | 同時ネット |
| 長崎県         | 長崎国際テレビ（NIB）     | 日本テレビ系列                | 同時ネット |
| 熊本県         | くまもと県民テレビ（KKT） | 日本テレビ系列                | 同時ネット |
| 大分県         | テレビ大分（TOS）         | 日本テレビ系列 フジテレビ系列 | 同時ネット |
| 鹿児島県       | 鹿児島読売テレビ（KYT）   | 日本テレビ系列                | 同時ネット |

### 備考
- 福井県の福井放送（FBC）は、月曜日に放送されていた2005年から2007年までは編成の都合上、放送を行わなかった[注 12]。
- 大分県のテレビ大分（TOS）は、土曜日・月曜日に放送されていた2007年までは同時ネットで放送していた。なお、2017年・2019年は水曜日に放送のため、再び同時ネットされる。
- 宮崎県のテレビ宮崎（UMK）では、放送されていない。

## 付記事項
- 宮根誠司が司会を務めるようになった第42回（2009年）- 第46回（2013年）は同日午後放送の『情報ライブ ミヤネ屋』を宮根が途中退席し、会場へ移動する様子をコントを交えた中継で行う事が恒例となっていて、第51回（2018年）から復活した。第46回（2013年）は読売テレビから近い大阪城ホールでの開催だったが、例年通りの演出でこの回に出演の堀内孝雄（アリスのメンバーとして出演）とE-girlsが大阪城ホールから『ミヤネ屋』のスタジオに“乱入”し、E-girlsが担ぐ神輿に乗った宮根が堀内と共に大阪城ホールへ移動するという内容だった。
- 第44回（2011年）には生番組の演出としては初めて「3Dプロジェクションマッピング」（壁・柱・階段など建物の凹凸をあらかじめ3Dデータ化しておき、その表面に立体的な映像をプロジェクターで投写する技術）を使った空間演出を行った。
- 第46回（2013年）にはシークレットゲストとしてふなっしーが登場した。
- 第47回（2014年）には本番前に玉置浩二が『ミヤネ屋』に妻の青田典子と共に出演し、この年逝去したやしきたかじんの思い出を語った。本番では玉置がやしきの代表曲である「やっぱ好きやねん」を歌った。
- 第48回（2015年）には見どころを『情報ライブ ミヤネ屋』のスタジオで収録し、ネット配信限定で視聴できた。
- 第51回（2018年）にはYouTube読売テレビ公式チャンネルにおいて、トレンディエンジェルが司会を務める生配信番組『ベストヒット歌謡祭 トレンディエンジェルの裏配信だぞ!』を実施した。
- 第54回（2021年）にはYouTube読売テレビ公式チャンネルにおいて、見取り図と澤口実歩（同局アナウンサー）が司会を務める生配信番組『見取り図の“裏”ベストヒット歌謡祭』を実施した。
- 第57回（2024年）にはYouTube読売テレビ公式チャンネルにおいて、ニューヨークと澤口アナが司会を務める生配信番組『ニューヨークの“裏”ベストヒット歌謡祭』を実施した。